# Éric Elmosnino
Éric Elmosnino (Suresnes, 2 de maio de 1964) é um ator de cinema e teatro francês. É conhecido internacionalmente por interpretar Serge Gainsbourg no filme Gainsbourg, vie héroïque, pelo qual foi premiado com o César de melhor ator.

## Interpretações

### No cinema
- 1985 : À nous les garçons de Michel Lang
- 1986 : États d'âme de Jacques Fansten
- 1992 : Tableau d'honneur de Charles Nemes - Christian Ribet
- 1993 : Désiré de Albert Dupontel - o vigia
- 1994 : Le Colonel Chabert de Yves Angelo - Desroches
- 1996 : Bernie de Albert Dupontel - le vendeur vidéo
- 1997 : Le Sujet de Christian Rouaud - Antoine
- 1999 : La Vie ne me fait pas peur de Noémie Lvovsky
- 1999 : Fin août, début septembre de Olivier Assayas - Thomas
- 2000 : Mon Meilleur Amour de François Favrat curta-metragem
- 2001 : Électroménager de Sylvain Monod - Jean
- 2001 : Liberté-Oléron de Bruno Podalydès - Sergio, o mecânico
- 2002 : Veloma de Marie de Laubier
- 2003 : Vert paradis de Emmanuel Bourdieu - Serge
- 2005 : L'Œil de l'autre de John Lvoff - Jérôme
- 2005 : Gentille de Sophie Fillières - le destin
- 2006 : La Vie d'artiste de Marc Fitoussi
- 2007 : Actrices de Valeria Bruni Tedeschi - Raymond
- 2008 : L'Heure d'été de Olivier Assayas - comissário de polícia
- 2008 : Intrusions de Emmanuel Bourdieu - François
- 2009 : Le père de mes enfants de Mia Hansen-Love - Serge
- 2009 : Bancs publics (Versailles Rive-Droite) de Bruno Podalydès - le dormeur
- 2010 : Gainsbourg, vie héroïque de Joann Sfar - Serge Gainsbourg
- 2010 : Toutes les filles pleurent de Judith Godrèche - Pierre
- 2011 : Le Chat du Rabbin de Joann Sfar e Antoine Delesvaux - o professor Soliman (voz)
- 2011 : Le Skylab de Julie Delpy
- 2011 : Mike  de Lars Blummers - Heinz
- 2011 : Léa de Bruno Rolland - Julien
- 2011 : La guerre des boutons de Yann Samuell
- 2014 : La Famille Béllier : -  Thomas

### Na televisão
- 1997 : Les Années lycée : Petites de Noémie Lvovsky
- 2003 : Une preuve d'amour de Bernard Stora
- 2003 : Zéro défaut de Pierre Schöller
- 2006 : La Promeneuse d'oiseaux de Jacques Otmezguine : Abel
- 2007 : Enfin seul(s) de Bruno Herbulot : David
- 2007 : La Dame de Monsoreau de Michel Hassan, Hervé Brami
- 2010 : La Très excellente et divertissante histoire de François Rabelais, de Hervé Baslé
- 2011 : Rituels meurtriers de Olivier Guignard
- 2011 : L'affaire Gordji de Guillaume Nicloux

## Prémios e indicações
- 2001 : Prix du Syndicat de la critique: melhor comediante por Monsieur Armand dit Garrincha
- Molières 2002 : Molière de revelação teatral por Léonce et Léna
- Molières 2005 : Nomeação no Molière de comediante por Peer Gynt
- Molières 2005 : Nomeação no Molière de comediante num papel secundário por Ivanov
- 2010 : Prémio de melhor ator na seleção "World Narrative Competition" do Festival de Cinema de Tribeca por Gainsbourg, vie héroïque[1]
- 2010 : Swann d'Or de melhor ator no Festival de Cinema de Cabourg por Gainsbourg, vie héroïque[2]*
- César 2011: César de melhor ator por Gainsbourg, vie héroïque
- 2011: Étoile d'or de melhor ator e de revelação masculina por Gainsbourg, vie héroïque